# Stephan Bergler
Stephan Bergler (Brassó, 1680 körül – Bukarest, 1738 körül) klasszika-filológus, Nicolae Mavrocordat havasalföldi fejedelem titkára.

## Élete
Atyja pék volt; az brassói gimnáziumba 1696-ban vették föl és tanulmányainak végeztével 1700. augusztus 13. a lipcsei egyetemre iratkozott be, hol tanulása közben Fritsch könyvárusnál a görög szerzők kiadásában segédkezett; ugyanezt tette Amszterdamban is 1705–1707-ig. Visszatérvén hazájába 1713-ban a bölcselet magistere lett. Később Hamburgba ment, majd Bukarestbe hívta pártolója, Nicolae Mavrocordat fejedelem, mint fiainak nevelőjét s magán titoknokát. Bergler itt Mavrocordat görög munkáit latinra fordította s jeles könyvtárt rendezett be számára. Pártfogója halála után Konstantinápolyba vette magát. Azután ismét visszament Bukarestbe.

## Munkái
- Homeri opera. Amstelodami, 1702–12
- Julii Pollucis Onomasticon. Uo. 1706 és 1715
- Aciphrontis epistola graec. et lat. Lipsiae, 1716
- Liber de officiis a J. A. N. Maurocordato voivoda conscriptus, editione secunda latine conversus. Uo. 1722–24
- Jos. Genesii rebus Constantinopolitaneis libri IV. Venetiae, 1733

Az Acta Eruditorumban (Lipcse 1712–13.) megjelentek tőle: Animadversiones quaedam ad Jacobi Gronovii emendationes in Suidam és Animadversiones in editionem novam Herodoti a Gronovio curatam. Irodalmi működéséről bőven irtak Horányi, Seivert és Trausch, kik latin és görög kiadványait is fölsorolják.